# Pomacea bridgesii
Ампулярія (Pomacea bridgesii) — прісноводний молюск класу Черевоногих. Популярний в акваріумістиці. Завезений з Південної Америки в Європу в 1904 р.